# Coupe Memorial 1956
Navigation
Édition précédente Édition suivante
La finale de l'édition 1956 de la Coupe Memorial est présentée au Maple Leaf Gardens de Toronto en Ontario et est disputé entre le vainqueur du Trophée George T. Richardson, remis à l'équipe championne de l'est du Canada et le vainqueur de la Coupe Abbott remis au champion de l'ouest du pays.

## Équipes participantes
- Les Marlboros de Toronto de l'Association de hockey de l'Ontario, en tant que champion du Trophée George T. Richardson.
- Les Pats de Regina de la Ligue de hockey junior de la Saskatchewan en tant que vainqueur de la Coupe Abbott.

### Résultats
| Match | Vainqueur            | Résultat | Perdant              | Lieu               |
| ----- | -------------------- | -------- | -------------------- | ------------------ |
| 1     | Pats de Regina       | 4-4      | Marlboros de Toronto | Maple Leaf Gardens |
| 2     | Marlboros de Toronto | 5-1      | Pats de Regina       | Maple Leaf Gardens |
| 3     | Marlboros de Toronto | 4-2      | Pats de Regina       | Maple Leaf Gardens |
| 4     | Marlboros de Toronto | 6-1      | Pats de Regina       | Maple Leaf Gardens |
| 5     | Marlboros de Toronto | 7-4      | Pats de Regina       | Maple Leaf Gardens |

## Effectifs
Voici la liste des joueurs des Marlboros de Toronto, équipe championne du tournoi 1956 :
- Entraîneur : Turk Broda
- Gardiens : Len Broderick et Jim Crockett.
- Défenseurs : Bob Baun, Carl Brewer, Stan Buda et Al MacNeil.
- Attaquants : Wally Boyer, Charlie Burns, Ron Casey, Gary Collins, Ron Farnfield, Ken Girard, Gord Haughton, Bill Kennedy, Jim Murchie, Harry Neale, Bob Nevin et Bob Pulford.